# Natasha Akpoti

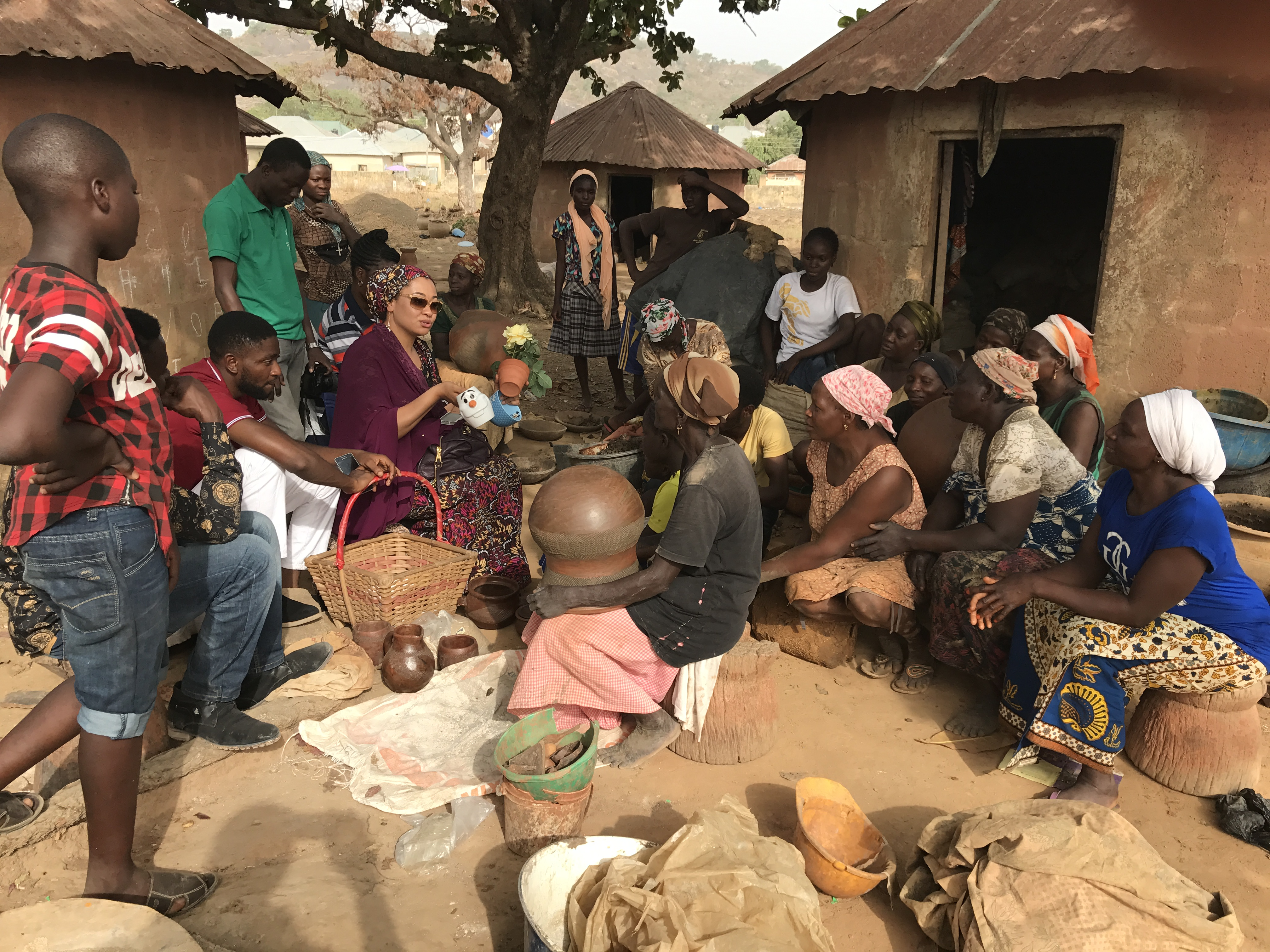
Natasha Akpoti teaching women artisans

Natasha Akpoti (sinh năm 1979)  là một luật sư và chính trị gia người Nigeria. Bà ứng cử vào vị trí Chủ tịch Thượng viện Kogi thuộc Đảng Dân chủ Xã hội vào năm 2019.